# 5342 Le Poole
5342 Le Poole este un asteroid din centura principală de asteroizi.

## Descriere
5342 Le Poole este un asteroid din centura principală de asteroizi. A fost descoperit pe 30 septembrie 1973 la Observatorul Palomar de Cornelis Johannes van Houten, Ingrid van Houten-Groeneveld și Tom Gehrels. Asteroidul prezintă o orbită caracterizată de o semiaxă mare de 2,46 ua, o excentricitate de 0,23 și o înclinație de 14,3° în raport cu ecliptica.